# Arnaud Destatte
Arnaud Destatte (26 luglio 1988) è un velocista belga.

## Palmarès
| Anno | Manifestazione   | Sede       | Evento      | Risultato  | Prestazione | Note |
| ---- | ---------------- | ---------- | ----------- | ---------- | ----------- | ---- |
| 2009 | Universiadi      | Belgrado   | 4x400 m     | 4º         | 3'06"61     |      |
| 2009 | Europei under 23 | Kaunas     | 4×400 m     | 4º         | 3'04"51     |      |
| 2010 | Europei          | Barcellona | 400 m piani | Semifinale | 46"38       |      |
| 2010 | Europei          | Barcellona | 4×400 m     | Bronzo     | 3'02"60     |      |